# Yukarıtandır, İhsaniye
Yukarıtandır là một xã thuộc huyện İhsaniye, tỉnh Afyonkarahisar, Thổ Nhĩ Kỳ. Dân số thời điểm năm 2011 là 820 người.